# Heterotephraea
Heterotephraea is een geslacht van kevers uit de familie bladsprietkevers (Scarabaeidae). Het geslacht werd voor het eerst wetenschappelijk beschreven in 2002 door Antoine.

## Soorten
- Heterotephraea arborescens (Vigors, 1826)
- Heterotephraea dispar Antoine, 2006
- Heterotephraea marginata (Schürhoff, 1935)